# 橘黃巨嘴鳥
橘黃巨嘴鳥（Pteroglossus bailloni），又名橘黃山鸚、番紅巨嘴鳥或番紅鵎鵼，是一種巨嘴鳥。牠們以往分類在Baillonius屬中，但其實是屬於Pteroglossus屬。牠們分佈在阿根廷東北部、巴西東南部及巴拉圭東部的大西洋森林。
橘黃巨嘴鳥的尾巴較長，全長35-40厘米。牠們全身呈橘黃色，背部及尾巴較深色，呈橄欖色。臀部及眼睛周圍是紅色的。牠們的瞳孔呈淡黃色。喙呈綠色，基底部份紅色。
橘黃巨嘴鳥因失去棲息地，故被列為近危。牠們也有出沒不同的保護區，如伊塔蒂亞亞國家公園等。

## 外部連結
- BirdLife Species Factsheet
- Mangoverde Photos of the Saffron Toucanet （页面存档备份，存于）